# Paul Weitz (cineasta)
Paul John Weitz (Nova Iorque, 19 de novembro de 1965) é um produtor cinematográfico estadunidense. 

## Biografia
Weitz nasceu na cidade de Nova York em 19 de novembro de 1965. É filho do designer John Weitz e da atriz Susan Kohner, é um graduado da Universidade de Wesleyan . Ele começou sua carreira trabalhando com seu irmão Chris Weitz na elaboração de filmes como Antz e O Professor Aloprado 2, e estrelaram juntos no filme independente Chuck & Buck e The Broken Hearts Club .
Fez sua estréia na direção com a comédia de sucesso American Pie, depois co-dirige com seu irmão O Céu Pode Esperar e Um Grande Garoto, o último do romance de Nick Hornby, o filme foi aclamado pela crítica, com classificação de "Certificado fresco 'de 93% em Rotten Tomatoes. Em dezembro de 2002, o filme foi escolhido pelo American Film Institute como um dos dez melhores filmes do ano .Um Grande Garoto também recebeu uma indicação ao Óscar, na categoria de melhor roteiro adaptado. Nos anos seguintes Paul dirigiu comedias como Em Boa Companhia e Tudo pela Fama.

## Filmografia
Diretor
- 1999: American Pie — A Primeira Vez é Inesquecível
- 2001: O Céu Pode Esperar
- 2002: Um Grande Garoto
- 2004: Em Boa Companhia
- 2006: American Dreamz
- 2009: Circo dos Horrores - O

 Vampiro
- 2010: Entrando Numa Fria Maior Ainda com a Família
- 2012: A Família Flynn
- 2013: Admission
- 2014: Life After Beth